# 大村雅基
大村雅基（おおむら まさき、1953年1月21日 - ）は日本の財務官僚。近畿財務局長、アジア開発銀行日本代表理事などを務めてきた。血液型はO型。

## 来歴
福井県出身。福井県立藤島高等学校、東京大学法学部第2類（公法コース）卒業。1975年 大蔵省入省（関税局企画課）。1980年7月10日 行橋税務署長。1981年7月10日 国税庁長官官房付（ハーバード大学国際租税講座へ留学）。
1989年6月 神戸税関総務部長。1991年6月 日本輸出入銀行海外投資研究所主任研究員。1994年7月 国税庁課税部所得税課審理室長。
1995年2月24日 国税庁課税部法人税課長。1996年7月12日 国際金融局開発機関課長。1998年6月22日 国際局国際収支課長。1999年7月8日 金融監督庁証券取引等監視委員会事務局総務検査課長。同年10月20日 大臣官房参事官（大臣官房担当）兼内閣官房内閣外政審議室。同年11月1日 大臣官房参事官（大臣官房担当）。2001年1月6日 財務省大臣官房参事官（大臣官房担当）。2002年7月9日 近畿財務局長。2004年7月2日 大臣官房付派遣職員（アジア開発銀行日本代表理事）。2008年7月13日 大臣官房付、退官。同年7月 国際協力銀行理事。同年10月1日 日本政策金融公庫常務取締役。

## 略歴
- 1975年4月：大蔵省入省（関税局企画課）。
- 1976年9月：大臣官房調査企画課。
- 1977年7月：大阪国税局調査部。
- 1978年7月：主計局調査課調査第一係長[3]。
- 1980年7月10日：行橋税務署長。
- 1981年7月10日：国税庁長官官房付（ハーバード大学国際租税講座へ留学）[1]。
- 1982年6月：派遣職員（米州開発銀行）。
- 1984年7月：大臣官房調査企画課財政研究室課長補佐。
- 1985年5月：大臣官房調査企画課長補佐 兼 財政金融研究所。
- 1985年7月：国際金融局調査課長補佐。
- 1986年6月：国際金融局開発機関課長補佐。
- 1987年7月：銀行局保険部保険第二課長補佐。
- 1989年6月：神戸税関総務部長。
- 1991年6月：日本輸出入銀行海外投資研究所主任研究員(ロンドン駐在[4])。
- 1994年7月：国税庁課税部所得税課審理室長。
- 1995年2月24日：国税庁課税部法人税課長。
- 1996年7月12日：国際金融局開発機関課長。
- 1998年6月22日：国際局国際収支課長。
- 1999年7月8日：金融監督庁証券取引等監視委員会事務局総務検査課長。
- 1999年10月20日：大臣官房参事官（大臣官房担当） 兼 内閣官房内閣外政審議室。
- 1999年11月1日：大臣官房参事官（大臣官房担当）。
- 2001年1月6日：財務省大臣官房参事官（大臣官房担当）。
- 2002年7月9日：近畿財務局長。
- 2004年7月2日：大臣官房付派遣職員（アジア開発銀行日本代表理事）。
- 2008年7月13日：大臣官房付、退官。